# Stazione di Larne Town
La stazione di Larne Town ( in inglese britannico Larne Town railway station) è una stazione ferroviaria che fornisce servizio a Larne, contea di Antrim, Irlanda del Nord. Attualmente l'unica linea che vi passa è la Belfast-Larne. La stazione fu aperta il 1º ottobre 1862 e chiusa ai treni merci il 4 gennaio 1965. La vecchia struttura fu demolita nel 1974 per fare spazio a quella nuova, molto più moderna e sicura.

## Treni
Da lunedì a sabato c'è un treno ogni ora verso Belfast Central o Larne Harbour, con treni aggiuntivi nelle ore di punta.  La domenica la frequenza di un treno ogni due ore è costante per tutto il corso della giornata, ma il capolinea meridionale è Great Victoria Street. Raramente, durante gli orari di punta, capita che sia questa la stazione capolinea.

## Servizi ferroviari
- Belfast-Larne

## Servizi
- Biglietteria self-service
- Distribuzione automatica cibi e bevande
- Biglietteria
- Fermata e capolinea autobus urbani
- Servizi igienici